# Bajacalifornia calcarata
Bajacalifornia calcarata är en fiskart som först beskrevs av Weber, 1913.  Bajacalifornia calcarata ingår i släktet Bajacalifornia och familjen Alepocephalidae. Inga underarter finns listade.